# Афанасово (Новостаринська сільрада)
Афанасово — сільце в Бабаєвському районі Вологодської області.
Входить до складу Борисовського сільського поселення (з 1 січня 2006 року по 13 квітня 2009 року входила в Новостаринське сільське поселення).
Відстань по автодорозі до районного центру Бабаєво — 80 км, до центру муніципального утворення села Борисово-Судське по прямій — 13 км. Найближчі населені пункти — с. Веленідово, с. Керняшово, с. Парфеєво. Станом на 2002 рік проживало 40 чоловік.